# 아루도 데비토

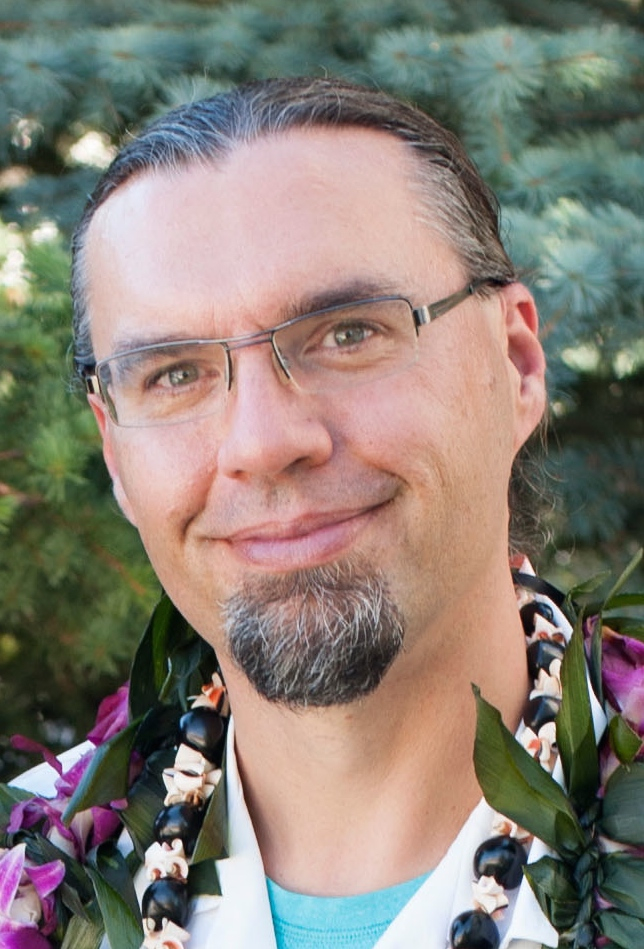
아루도 데비토

아루도 데비토(일본어: 有道 出人, 1965년 - )는 미국 캘리포니아주출신의 일본 국적 취득자로 인권운동가, 작가이다. 영어 이름은 데이빗 크리스토퍼 알드윈클(David Christopher Aldwinckle)이다. 외국인의 입욕을 거부해 온 오타루(小樽)의 공중 목욕탕 및 오타루시를 상대로 해서 일어난 일련의 인종차별소송으로 유명하다.

## 일본 이름의 유래
「아루도 데비토」는 귀화할 때에 일본어 표기의 성명을 가지고 만든 이름으로 영어를 일본어 표기로 한 것이다. 「아루도」는「통할 수 있는 길이 있는 것」이라는 의미이다.

## 약력 및 주요 활동
- 1980년대에 일본으로 이주.
- 2000년에 일본국적취득.
- 2001년에 오타루 입욕시설을 제소함

## 같이 보기
- 일본의 외국인
- 일본의 민족 문제